# Pseudohermonassa melancholica
Pseudohermonassa melancholica är en fjärilsart som beskrevs av Lederer 1853. Pseudohermonassa melancholica ingår i släktet Pseudohermonassa och familjen nattflyn. Inga underarter finns listade.